# Smeđi šećer
Smeđi šećer je vrsta šećera smeđe boje, a dobiva se uglavnom od šećerne trske. Dosta se koristi i u Europi posljednjih dvadesetak godina, posebice za osvježavajuća alkoholna pića i koktele. Većim se dijelom trska proizvodi na plantažama u Africi, a u novije vrijeme i u Sj. Makedoniji.[nedostaje izvor]

## Poveznice
- demerara, prirodni smeđi šećer
- turbinado
- muscovado
- jaggery